# Zwarte makamba
Zwarte makamba is een boek geschreven door Gustaaf de Jongh, gepubliceerd in 1981. Het boek handelt voornamelijk over het leven van een Antiliaanse student die in Nederland komt studeren, en na zijn studie terugkeert.

## Verhaallijn
Het boek vertelt over José Martina, zoon van Johan en Maria Martina. Zijn vader Johan overlijdt als hij heel jong is. Zijn moeder krijgt als alleenstaande moeder en aantrekkelijke vrouw zonder veel moeite een baan bij een joodse handelaar in stoffen, op Curaçao, Mr. Max Blankman.  Sterker nog, ze krijgt drie kinderen met Blankman, die door hun lichtere huidskleur, altijd de voorrang krijgen op José. Zijn minderwaardigheidscomplex begint dus al op vroege leeftijd. Op school heeft hij het ook niet makkelijk met de racistische paters. Op een bepaald moment barst hij uit in tranen als hij door een pater wordt uitgescholden vanwege zijn huidskleur en niks terug kan zeggen om zo niet van school verwijderd te worden. Hij neemt zich voor dat hij ooit al die fraters en alle andere blanken zal bewijzen dat hij als zwarte toch ver zal komen.
José Martina’s droom wordt waarheid. Op een warme middag op Curaçao krijgt hij het goede nieuws dat hij eindelijk een studiebeurs heeft gekregen.  Hier heeft hij lang en hard voor gewerkt. Hij heeft zijn school netjes afgemaakt en vervolgens een baan bij het gouvernement gekregen, een ideale baan voor iemand met een MULO-diploma. Dit betekent wel dat hij voor ongeveer acht jaren naar Nederland moet en hij beseft heel goed dat hem zijn huwelijk zal kosten, en dat het ook slecht is voor de opvoeding van zijn enige zoon. Maar zijn motto is altijd geweest “koste wat het kost” en zo begint José’s studiecarrière in Nederland. Hij verblijft bij een vriendin van een kennis van hem, Betty van der Linden. Na een tijd ontstaat er een liefdesrelatie tussen José en Betty. Zijn vrouw Josefina en zijn zoon vergeet hij al snel en hij troost zich met de gedachte dat teruggaan naar Josefina onmogelijk is zijn voor iemand met zijn opleiding.
De tijd vliegt voorbij en alweer slaat de ontevredenheid toe. Zijn cijfers beginnen te dalen en hij ontmoet Ria (Maria Josefina Verstraten), een vrouw die met verschillende mannen intieme relaties onderhoudt en ook connecties heeft met de rector en leraren van Jose’s universiteit. Hij moet zijn cijfers omhoog zien te krijgen en dus besluit hij om bij Ria in te trekken in ruil voor een kans om toch zijn studie af te kunnen maken.
Als José zijn studie heeft afgemaakt, keert hij terug naar Curaçao, samen met Ria. Ze verhuizen naar een mooie buurt en hij verandert zijn naam van José Martina naar Joseph Maartens. Maartens klinkt volgens hem blanker dan Martina. Maar alweer is het niet genoeg en hij ontmoet de miljonair Minerva. Hij maakt een einde aan zijn huwelijk met Ria en trouwt met Minerva, dochter van Shon Mariano, een van de rijkste shons op Curaçao. Hij hoort nu echt tot de elite van het eiland. Minerva raakt zwanger maar ze krijgt de Duitze mazelen en moet een abortus ondergaan. Iets gaat tijdens het abortusproces fout, zodat ze nooit meer kinderen kan krijgen. Op een gegeven moment wordt ze ook ziek en wordt er geconstateerd dat zij aan een ongeneeslijke ziekte lijdt. Voor de buitenwereld leek Joseph een bijzondere gelukkige man maar hij voelt zich diep ongelukkig. Het leven begint een slechte draai aan te nemen. Bovendien wordt er gefluisterd dat de miljoenen van shon Mariano vervloekt zijn.
Op een dag moet Joseph uitspraak doen in een bijzondere gruwelijke zaak. Een vijftienjarig meisje is gewurgd en in het water gegooid, de dader heet Mario Martina. Recht voor hem stond zijn kleine Mario. Dagenlang wordt Joseph geplaagd door onrust en uiteindelijk kan hij de last niet meer dragen. José Martina pleegt zelfmoord op de dag van Kleine Mario’s vonnis.

## Interpretatie
Zoals vaker met de afgestudeerde Antiliaan gebeurt, komt José Martina op Curaçao terug met een verkeerde mentaliteit. Hoogmoed en materialisme worden de drijfveren van de hoofdpersoon. Het minderwaardigheidsgevoel speelt een belangrijke rol. Allerlei gewoontes en gebruiken uit Curaçao komen in de roman voor. En alhoewel het geen betrekking heeft op in leven zijnde of overleden personen, is het een verhaal waarmee elk Antilliaanse student gemakkelijk kan leven. Het boek kan beschouwd worden als een waarschuwing voor de toekomstige afgestudeerde Antilliaan: richt uw idealen niet zo dat het leven jou op een gegeven moment te veel wordt.